# وینک ۷۱۱۴
سیارک ۷۱۱۴ (به انگلیسی: 7114 Weinek، نامگذاری:1986WN7) هفت هزار و صد و چهاردهمین سیارک کشف شده‌است که در ۲۹ نوامبر ۱۹۸۶ کشف شد.
قدر مطلق سیارک برابر ۱۳٫۲۰ است.